# Větrný mlýn v Horním Vítkově
Větrný mlýn v Horním Vítkově u Chrastavy je zaniklý mlýn holandského typu. Zbytky jeho zdí se nacházejí zarostlé na návrší severně od obce poblíž česko-polské státní hranice v nadmořské výšce 484,5 m n. m.

## Historie
Zděný větrný mlýn pochází z roku 1828, kdy jej nad obcí postavil sedlák Antonín Hilebrand z Horního Vítkova čp. 64 na stavební parcele č. 116 (pozemková parcela č. 951). Roku 1843 zde hospodařil Joseph Hillebrand z Horního Vítkova čp. 116 (později čp. 64). V 60. letech 19. století pracoval mlýn o jednom složení a s jedním pracovníkem; ročně semlel 1800 měřic obilí a z něho 110 centů mouky.
Roku 1867 postavil vyučený tesař Ant. Hillebrand vedle mlýna stavení čp. 135, které roku 1910 vyhořelo, ale již v následujícím roce bylo obnoveno. Silný vítr také často u mlýna poškozoval křídla. V 80. letech 19. století zde stála pekárna a mlynář pekl chléb na prodej. Roku 1911 se ve mlýně pouze šrotovalo, ale v následujících letech mlynář mlýn modernizoval; postavil větrný motor, který poháněl mlátičku, pásovou pilu a stroj na výrobu másla.
Mlýn zanikl pravděpodobně po odchodu německého obyvatelstva po skončení druhé světové války.